# Polyscias cenabrei
Polyscias cenabrei är en araliaväxtart som först beskrevs av Elmer Drew Merrill, och fick sitt nu gällande namn av Lowry och G.M.Plunkett. Polyscias cenabrei ingår i släktet Polyscias och familjen Araliaceae. Inga underarter finns listade.